# 아라크
아라크(아랍어: عرق)는 중동의 레반트에서 널리 마시는 증류주로 아니스를 수증기로 증류하여 만든 술이다. 아라크는 아랍어로 "땀"을 뜻한다.
이라크, 시리아, 레바논, 요르단, 이스라엘, 팔레스타인에서 전통적인 술로 여겨진다. 아라크와 유사한 술로는 라크, 우조가 있다.

## 사진

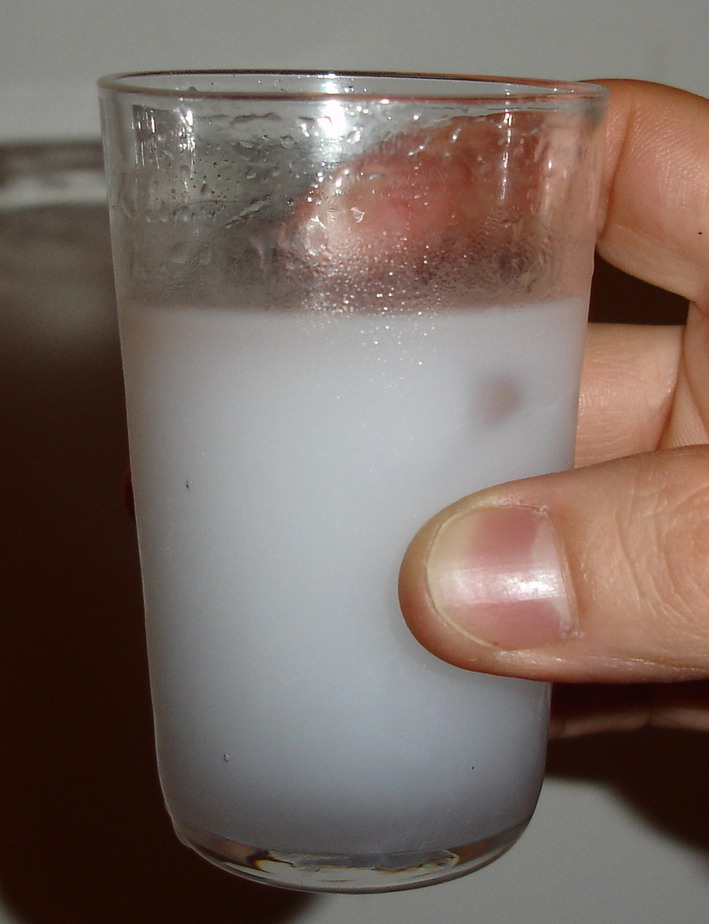
물에 희석되어 백탁해진 아라크